# Піки Уни

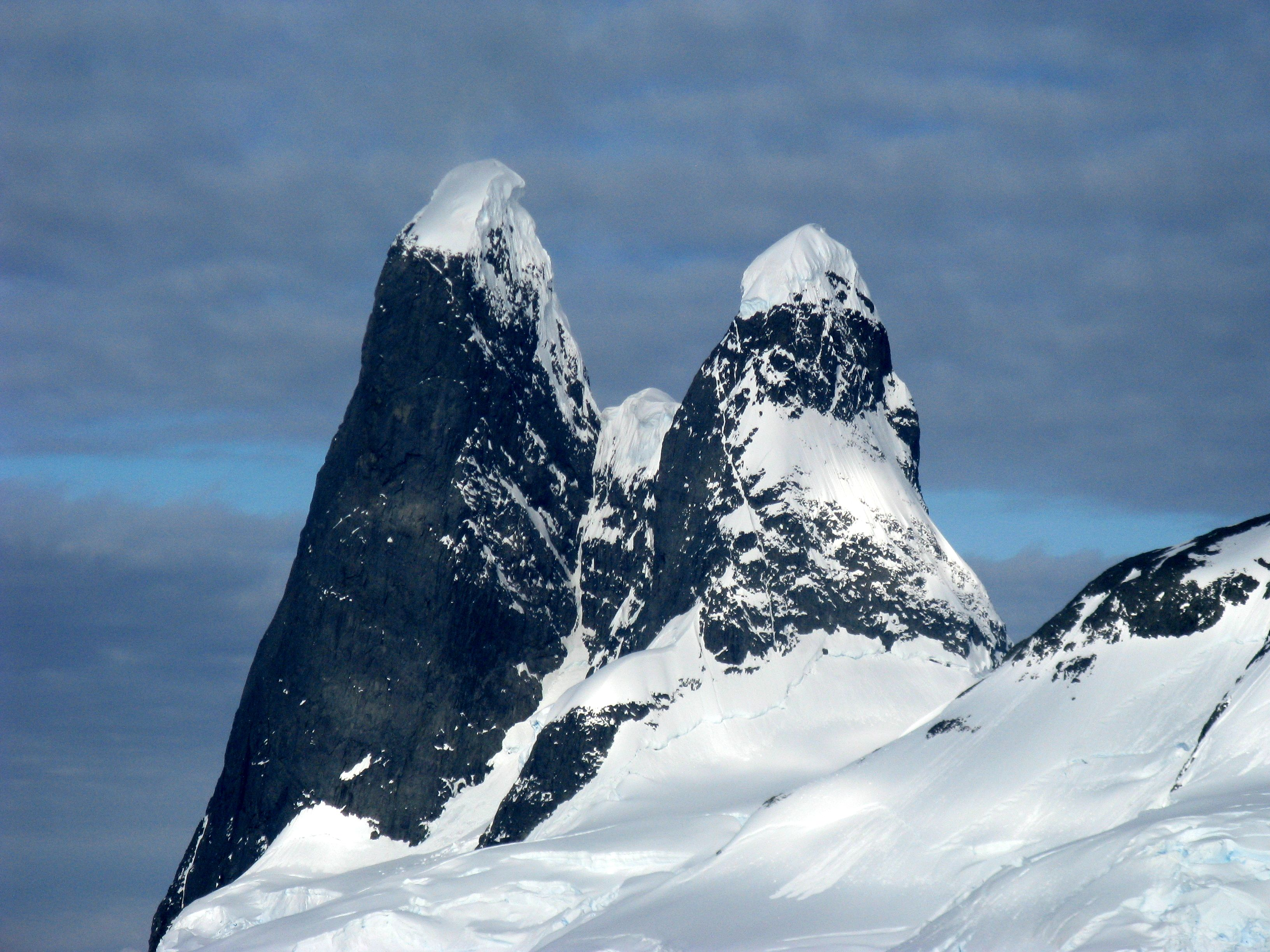
Піки Уни 2010 рік

Піки Уни (англ. Una's Tits) - дві базальтові скелі, покриті льодовим покривом і охороняють прохід в канал Лемера (Земля Вікторії) в районі Антарктичного півострова. Вони офіційно називаються «Піками Уни» (буквальний переклад з англійської - «Цицьки Уни»), це незвичайна назва присутня на офіційних навігаційних картах. Піки знаходяться на Британській антарктичній території.
Уна була молодою дівчиною з Фолклендських островів, яка під час британської експедиції прислуговувала дослідникам і була єдиною жінкою в усьому колективі. На честь неї і були названі ці дві скелі .
Альтернативна назва піків - мис Ренард (англ. Cape Renard) 

## Джерела

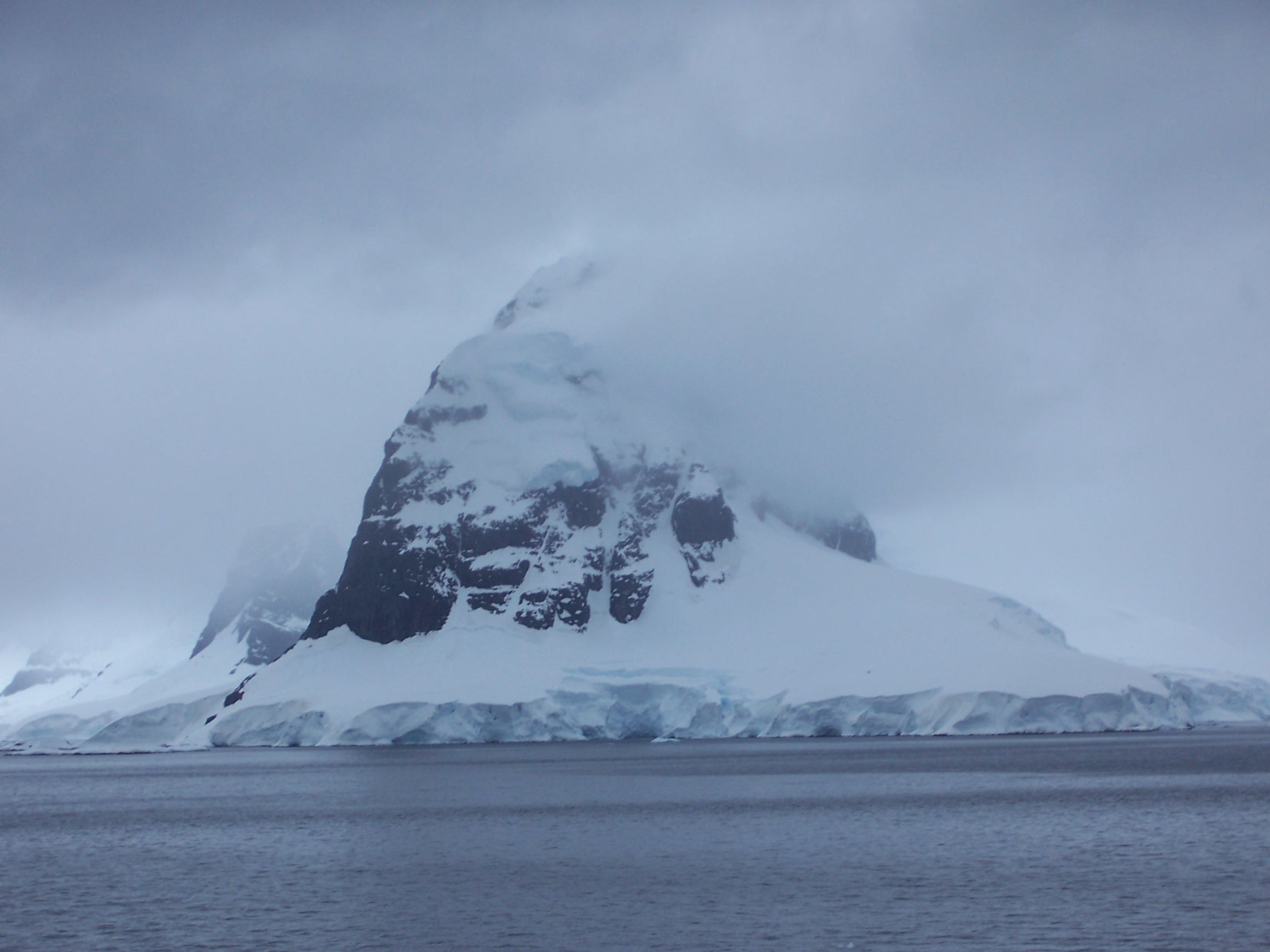
Піки Уни. Грудень 2004 року